# Enzo Capalozza
Enzo Capalozza (Fano, 21 agosto 1908 – Fano, 12 febbraio 1994) è stato un avvocato, politico e costituzionalista italiano.

## Biografia
Laureato in giurisprudenza, è stato sindaco di Fano dopo la Liberazione, deputato dal 1948 al 1958 e senatore dal 1958 al 1963.
Ha fatto parte delle seguenti commissioni della Camera:
- Commissione Giustizia nella I e II legislatura con l'incarico di vicepresidente da luglio 1956 a giugno 1958;
- Giunta per le autorizzazioni a procedere in giudizio con l'incarico di segretario da gennaio 1951 a giugno 1953 e poi come vicepresidente nella II legislatura;
- Commissione speciale per l'esame dei provvedimenti relativi alla Corte costituzionale da aprile 1949 a giugno 1953

e del Senato:
- Giunta per le elezioni nella III legislatura;
- Commissione Giustizia e autorizzazioni a procedere nella III legislatura.

È stato eletto giudice della Corte costituzionale dal Parlamento in seduta comune il 19 dicembre 1967 e ha giurato il 10 gennaio 1968. È cessato dalla carica il 10 gennaio 1977.